# Asarum marmoratum
Asarum marmoratum är en piprankeväxtart som beskrevs av Charles Vancouver Piper. Asarum marmoratum ingår i släktet hasselörter, och familjen piprankeväxter. Inga underarter finns listade i Catalogue of Life.